# 天授陵

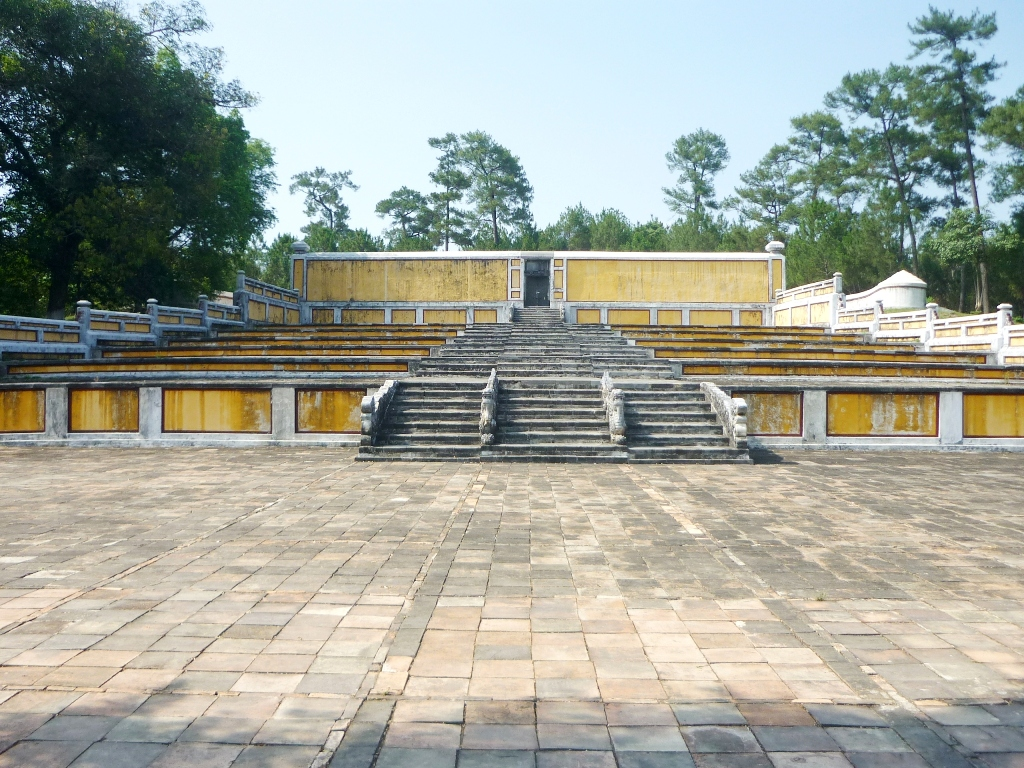
天授陵

16°22′30″N 107°35′46″E / 16.375°N 107.596°E
天授陵（越南语：／），越南民間俗稱嘉隆陵（越南语：／），是越南阮朝開國皇帝嘉隆帝（阮福映）和妻妾的葬地，位于顺化市香寿社境内天授山上。
嘉隆十三年（1814年），阮福映的正室承天高皇后宋氏蘭去世，葬于定門社授山。阮福映下令在此营造夫妻二人的陵寢，并將授山改名為天授山，陵寢命名為天授陵。天授陵採用合陵之制，陵內置有兩個玄宮，右邊玄宮安葬承天高皇后。嘉隆帝死後，葬入左邊玄宮。
天授山以風景優美著稱。天授陵以嘉隆帝與承天高皇后的墳丘為中心，右側為祭祀嘉隆帝和承天高皇后的明成殿，左側為天授陵碑亭，亭內立有明命帝所作聖德神功碑。紹治六年（1846年），順天高皇后陳氏璫死後，紹治帝在天授陵之旁為其建造天授右陵，天授右陵周長為11234米，與天授陵規模基本一致。其他一些宗室也被附葬於此。
由於順化一帶經歷越南戰爭的戰火，天授陵受到損害。而現今的越南政府對阮福映評價很差，未對其陵墓加以保護，導致天授陵年久失修，損毀嚴重。